# Amphithalea violacea
Amphithalea violacea là một loài thực vật có hoa trong họ Đậu. Loài này được (E.Mey.) Benth. miêu tả khoa học đầu tiên.